# Sung Hoon
Bang Sung-hoon (en hangul, 방성훈; Nam-gu, Daegu, 14 de febrero de 1983), conocido como Sung Hoon (en hangul, 성훈), es un actor, modelo y cantante surcoreano, conocido por haber interpretado a Lee Kang-hoon en la serie Noble, My Love y a Jang Joon-sung en Oh My Venus.

## Biografía
Estudió en la universidad de Yong In.
Fue nadador profesional por 14 años, sin embargo tuvo que abandonarlo debido a una lesión espinal. Más tarde comenzó su servicio militar obligatorio, el cual finalizó antes de tiempo debido a la misma lesión.
El 1 de diciembre de 2021 se anunció que había dado negativo para COVID-19 luego de realizarse una prueba como medida de prevención, después de que el actor Kim Soo-ro diera positivo, mientras se encontraban filmando la serie From Today, We.

## Carrera
En 2012 se unió al elenco recurrente de la serie Faith donde interpretó a Chun Eum-ja.
En 2015 se unió al elenco principal de la serie Noble, My Love donde dio vida a Lee Kang-hoon, hasta el final de la serie. Ese mismo año se unió al elenco secundario de la serie Oh My Venus, donde interpretó a Jang Joon-sung, un boxeador profesional conocido como "Korean Snake".
En 2016 apareció por primera vez como invitado en el popular programa de televisión surcoreano Running Man donde formó parte del equipo "Avengers Team" con Han Hye-jin, Key, Kim Dong-hyun, Lee Kyung-kyu, Moon Hee-joon y Yoon Hyung-bin durante el episodio n.º 317. En agosto del 2017 Se anunció que aparecería nuevamente como invitado en el programa durante el episodio n.º 367, el cual será estrenado en septiembre del mismo año.
Ese mismo año se unió al elenco principal de la serie Cinco niños, donde interpretó a Kim Sang-min, un modelo convertido en un jugador de golf profesional y el interés romántico de la tímida maestra Lee Yeon-tae (Shin Hye-sun).
En abril de 2017 se unió al elenco principal de la serie My Secret Romance, donde dio vida a Cha Jin-wook, un rico empresario que se enamora de la nutricionista Lee Yoo-mi (Song Ji-eun), hasta el final de la serie en mayo del mismo año.Ese mismo año se unió al elenco de la serie The Idolmaster KR, donde interpretó a Kang Shin-hyuk, el antiguo productor de "Red Queen".
El 29 de octubre de 2018 se unió al elenco de la segunda temporada de la serie Sound of Heart - Reboot, donde reemplazó al actor Lee Kwang-soo en el papel de Jo Seok. Papel que interpretó nuevamente en la segunda temporada de la serie en diciembre del mismo año.El 1 de noviembre del mismo año se unió al elenco principal de la serie I Picked Up a Celebrity on the Street, donde interpretó a la estrella Kang Jun-hyuk, hasta el final de la serie el 30 de noviembre del mismo año.
El 10 de julio del 2019 se unió al elenco principal de la serie Level Up, donde dio vida a Ahn Dan-te, el director de "Yoo Seong CRC", una empresa especializada en reestructuraciones y un hombre frío que no expresa sus emociones, hasta el final de la serie el 15 de agosto del mismo año.
El 23 de enero de 2021 se unió al elenco principal de la serie Amor (invitados especiales: matrimonio y divorcio) también conocida como Love (Ft. Marriage And Divorce), donde da vida a Pan Sa-hoon, un capaz abogado casado con Boo Hye-ryung (Lee Ga-ryeong).
En octubre del mismo año se confirmó que se había unido al elenco principal de la serie From Today, We donde interpreta a Raphael, el padre biológico del hijo de Oh Woo-ri y un director ejecutivo de una empresa de cosméticos. La serie es una recreación de la serie de televisión estadounidense Jane the Virgin.

## Filmografía

### Series de televisión
| Año     | Título                                               | Personaje      | Notas            | Ref.                 |
| ------- | ---------------------------------------------------- | -------------- | ---------------- | -------------------- |
| 2011    | New Tales of Gisaeng                                 | Ah Da-mo       | 52 episodios     |                      |
| 2012    | Faith                                                | Chun Eum-ja    | 23 episodios     |                      |
| 2012    | The Bodyguard                                        | Guo Xu         | 32 episodios     |                      |
| 2013    | The Birth of a Family                                | Han Ji-hoon    | 115 episodios    |                      |
| 2013    | Passionate Love                                      | Kang Moo-yeol  | 47 episodios     |                      |
| 2014    | 6 Persons Room                                       | Min-soo        | 5 episodios      |                      |
| 2015    | Noble, My Love                                       | Lee Kang-hoon  | 20 episodios     |                      |
| 2015    | Oh My Venus                                          | Jang Joon-sung | 16 episodios     |                      |
| 2016    | Five Enought                                         | Kim Sang-min   | 54 episodios     |                      |
| 2017    | My Secret Romance                                    | Cha Jin-wook   | 14 episodios     |                      |
| 2017    | The Idolmaster KR                                    | Kang Shin-hyuk | 24 episodios     |                      |
| 2017    | Jugglers                                             | Kyung-jun      | 16 episodios     |                      |
| 2018    | Sound of Heart - Reboot                              | Jo Seok        | 10 episodios     |                      |
| 2018    | Sound of Heart - Reboot 2                            | Jo Seok        | 10 episodios     |                      |
| 2018    | I Picked Up a Celebrity on the Street                | Kang Jun-hyuk  | 10 episodios     |                      |
| 2019    | Level Up                                             | Ahn Dan-te     | 12 episodios     |                      |
| 2021    | Amor (invitados especiales: matrimonio y divorcio)   | Pan Sa-hoon    | 16 episodios     | [ 22 ]               |
| 2021    | Amor (invitados especiales: matrimonio y divorcio) 2 | Pan Sa-hoon    | 16 episodios     | [ 23 ]               |
| 2022    | From Today, We                                       | Raphael        | 14 episodios     | [ 24 ]               |
| 2023    | Perfect Marriage Revenge                             | Seo Do-kook    | 16 episodios     | [ 25 ] [ 26 ] [ 27 ] |
| 2023-24 | El juego de la muerte                                | Song Jae-seop  | Serie web, ep. 1 | [ 28 ]               |

### Películas
| Año  | Título                  | Personaje | Notas                                                                                   | Ref.                 |
| ---- | ----------------------- | --------- | --------------------------------------------------------------------------------------- | -------------------- |
| 2016 | Come Back to Busan Port | Tae-soon  | -                                                                                       |                      |
| 2018 | Brothers in Heaven      | Tae Sung  | junto a Jo Han-sun, Yoon So-yi, Park Chul-min, Ji Min-hyuk, Yoo In-hyuk y Kim Dong-hyun |                      |
| 2020 | Are We In Love?         | Seung Jae | junto a Kim So-eun                                                                      | [ 29 ] [ 30 ] [ 31 ] |

### Apariciones en programas de televisión
| Año        | Programa                                                                                     | Notas                                    | Ref.          |
| ---------- | -------------------------------------------------------------------------------------------- | ---------------------------------------- | ------------- |
| 2011       | Strong Heart                                                                                 | 2 episodios- Ep. 92 - 93                 |               |
| 2012       | Let's Go! Dream Team                                                                         | Ep. 124                                  |               |
| 2012       | Home Sweet Home (Dalgona)                                                                    | Ep. 13                                   |               |
| 2015       | Our Neighborhood Arts and Physical Education (también conocida como "Cool Kiz on the Block") | 12 episodios - Ep. 113 - 124             |               |
| 2016       | Sing Street                                                                                  | 8 episodios - Ep. 1 - 8                  |               |
| 2016       | My Ear's Candy                                                                               | 2 episodios - Ep. 9 - 10                 |               |
| 2016       | Knowing Bros                                                                                 | Ep. 39 - junto a Kim Jin-kyung- invitado |               |
| 2016       | Happy Together                                                                               | Ep. 455                                  |               |
| 2017       | Live Talk Show Taxi                                                                          | Ep. 483 - junto a Henry Lau              |               |
| 2017       | Section TV Entertainment                                                                     | Ep. 891                                  |               |
| 2017       | Secretly Greatly                                                                             | Ep. 15 - junto a Henry Lau               |               |
| 2017       | Law of the Jungle in Wild New Zealand                                                        | 4 episodios - Ep. 265 – 268              |               |
| 2017, 2016 | Running Man                                                                                  | Ep. 367 y 317                            | [ 32 ] [ 33 ] |
| 2017       | Order and Cook                                                                               | Ep. 2 - invitado                         |               |
| 2018       | Law of the Jungle in Sabah                                                                   | 5 episodios- Ep. 325-329) -miembro       | [ 34 ]        |
| 2018-19    | Around the World in Packages (Carefree Travelers 2)                                          | Ep. 1-11 - miembro                       | [ 35 ] [ 36 ] |
| Desde 2017 | I Live Alone                                                                                 | miembro                                  |               |

### Programa de YouTube
| Año             | Título                | Notas  |
| --------------- | --------------------- | ------ |
| 2020 - presente | Sung Hoon’s Date Who? | [ 37 ] |

### Apariciones en programas de radio
| Año  | Programa                  | Cadena      | Notas    |
| ---- | ------------------------- | ----------- | -------- |
| 2020 | Kim Young Chul's Power FM | SBS powerFM | invitado |

### Teatro
| Año  | Obra                     | Personaje   | Notas   |
| ---- | ------------------------ | ----------- | ------- |
| 2014 | Summer Snow (썸머스노우) | Dr. Yoonjae | musical |

### Revistas / sesiones fotográficas
| Año  | Título          | Notas                                           | Ref.   |
| ---- | --------------- | ----------------------------------------------- | ------ |
| 2020 | Harper’s Bazaar |                                                 | [ 38 ] |
| 2020 | W Korea         | (publicación de febrero) - junto a Chun Woo-hee | [ 39 ] |

### Videos musicales
| Año  | Artista / Grupo       | Canción              | Notas |
| ---- | --------------------- | -------------------- | ----- |
| 2009 | White Brown           | "Because I Love You" |       |
| 2010 | Oh Yoon Hye y Red Roc | "Promise Me"         |       |
| 2013 | Davichi               | "Just the Two of Us" |       |
| 2015 | Geummi y Sung Hoon    | "Sunlight"           |       |
| 2016 | Nop.K y Hoon.J        | "Climax"             |       |
| 2016 | Real Girls Project    | "Dream"              |       |

## Música

### Discografía
| Año  | Título Canción                        | Álbum                                  | Notas                 |
| ---- | ------------------------------------- | -------------------------------------- | --------------------- |
| 2021 | For You                               | OST de Love (ft. Marriage & Divorce) 2 | [ 40 ]                |
| 2017 | Same (똑 같아요)                      | OST de My Secret Romance               | junto a Song Ji-eun   |
| 2017 | You Are the World of Me (너뿐인 세상) | OST de My Secret Romance               | -                     |
| 2017 | "Pumping Jumping"                     | -                                      | -                     |
| 2015 | Sunlight                              | OST de "6 Persons Room"                | dúo con Geummi        |
| 2015 | Has It Started? (시작인가요)          | OST de "Noble, My Love"                | dúo con Kim Jae-kyung |
| 2015 | Has It Started? (시작인가요)          | OST de "Noble, My Love"                | Solo versión          |
| 2015 | Nothing is Easy                       | OST de "Noble, My Love"                | Solo versión          |

## Premios y nominaciones
| Año  | Categoría                                               | Premio                            | Trabajo nominado     | Resultado |
| ---- | ------------------------------------------------------- | --------------------------------- | -------------------- | --------- |
| 2021 | AAA Best Acting Award                                   | 2021 Asia Artist Award            | -                    | Ganó      |
| 2020 | Top Excellence in Variety                               | 2020 MBC Entertainment Award      | I Live Alone         | Ganó      |
| 2020 | Commercial Star Award                                   | MTN Ad Festival Award             | -                    | Ganó      |
| 2019 | Excellence in Variety                                   | 2019 MBC Entertainment Award      | -                    | Ganó      |
| 2019 | Best Teamwork (junto a Lee Si-eon, Henry Lau y Kian 84) | 2019 MBC Entertainment Award      | I Live Alone         | Ganaron   |
| 2019 | Dazzling Star Award                                     | StarHub Night of Stars 2019 Award | I Live Alone         | Ganó      |
| 2018 | Best Entertainer Award (Variety)                        | 18th MBC Entertainment Award      | I Live Alone         | Ganó      |
| 2018 | Rookie Award, Variety Category (Male)                   | 18th MBC Entertainment Award      | I Live Alone         | Nominado  |
| 2018 | Favorite Award                                          | 3rd Asia Artist Award             | -                    | Ganador   |
| 2018 | Korean Model Star                                       | 13th Asia Model Award             | -                    | Ganador   |
| 2018 | Korean Model Star                                       | 13th Asia Model Award             | -                    | Ganador   |
| 2017 | Best Entertainer                                        | 2nd. Asia Artist Award            | -                    | Ganador   |
| 2016 | Best New Actor                                          | 30th KBS Drama Award              | Five Children        | Ganador   |
| 2016 | Best Actor in a Serial Drama (Excellence Award)         | 5th APAN Star Award               | Five Children        | Nominado  |
| 2016 | Best Choice Award (junto a Lee Si-young y Dynamic Duo)  | 1st. Asia Artist Award            | -                    | Ganador   |
| 2011 | Premio a la nueva estrella                              | 20th SBS Drama Awards             | New Tales of Gisaeng | Ganador   |